# Hedwig Lülsdorf
Hedwig Lülsdorf (Geburtsname Hedwig Spengler; * 5. März 1935; † 28. Dezember 1998 in Alflen) war eine deutsche Kommunalpolitikerin (SPD) und Heimatforscherin.

## Tätigkeiten
Hedwig Lülsdorf wurde im Jahr 1969 in den Verbandsgemeinderat der Verbandsgemeinde Ulmen gewählt. Dort war sie die erste Frau. Dem Rat gehörte sie bis zum Jahr 1989 an. Dem Kreistag von Cochem-Zell gehörte sie von 1994 bis zu ihrem Tod als Mitglied der SPD-Fraktion an.
In den Jahren 1975 bis 1983 war sie Vorsitzende des Sportvereins Alflen. Im Jahr 1979 wurde sie in den örtlichen Gemeinderat gewählt. Ab 1984 war sie zweite Beigeordnete und ab August 1989 Ortsbürgermeisterin von Alfen. Im Jahr 1986 veröffentlichte sie einen Bildband von Alflen und 1991 das heimatgeschichtliche Buch „Alfler Dorfgeschichten“. Im Jahr 1997 initiierte sie die Gründung des „Heimatvereins Alflen“, der noch im ersten Jahr seines Bestehens auf ihr Betreiben das „Heimatmuseum Alflen“ auf dem Dachboden des 1846 erbauten ehemaligen Schulgebäudes einrichtete und seitdem betreibt.
Für ihren ehrenamtlichen Einsatz erhielt sie im Jahr 1989 den Wappenteller der Verbandsgemeinde Ulmen und 1998 die Freiherr-vom-Stein-Plakette des Landes Rheinland-Pfalz.
Hedwig Lülsdorf war verheiratet und hatte mehrere Kinder. Sie verstarb am 28. Dezember 1998 an einem Knochentumor.

## Hedwig-Lülsdorf-Ehrenamtspreis
Der ehemalige sozialdemokratische Abgeordnete im Europaparlament Ralf Walter hatte während seiner Zeit als Parlamentarier den „Hedwig-Lülsdorf-Ehrenamtspreis“ gestiftet und mindestens neunmal vergeben.